# Coloração H&E
Coloração hematoxilina-eosina, normalmente abreviada como coloração H&E ou coloração HE é a principal técnica de coloração de tecidos em histologia. Por meio desta técnica, se pode diferenciar partes basófilas (pela hematoxilina) e acidófilas, ou eosinófilas (pela eosina). A hematoxilina tem atração por substâncias ácidas (basófilas) dos tecidos, como os núcleos e o retículo endoplasmático rugoso e ácidos nucleicos. Já a eosina, sendo ácida, cora predominantemente o citoplasma, as fibras de colágeno e outras estruturas compostas por substâncias com caráter básico (acidófilas). A combinação mais comum de corantes usada em histologia e histopatologia é a hematoxilina com eosina (HE).
A hematoxilina é um composto orgânico obtido da planta leguminosa Haematoxylum campechianum, conhecida também pelo nome de pau-campeche. Quando oxidada, a hematoxilina produz um derivado chamado hemateína. Entretanto, a hemateína não possui, em sua forma bruta, afinidade e aderência suficientemente satisfatória a tecidos, sendo necessária a adição de um mordente (íons metálicos como ferro e alumínio) que, como resultado e por fim, produz uma laca (substância resinosa e incrustada, derivada da secreção de insetos como o Coccus lacca. Como exemplo da forma da substância tem-se a planta Kerria lacca, que possui boa aderência e possibilita uma ótima visualização em um microscópio óptico.
Nas células coradas com HE os ácidos nucleicos presentes no núcleo são corados pela hematoxilina, dando ao núcleo um tom azul púrpura. A eosina é atraída pelos elementos básicos das proteínas do citoplasma da célula, corando-o de róseo a vermelho; colora também elementos celulares como citosol, mitocôndrias e fibras colágenas. Os componentes dos tecidos que se coram prontamente com os corantes básicos são chamados basófilos; os que têm afinidade pelos corantes ácidos são chamados acidófilos. A hematoxilina comporta-se como um corante básico e, portanto, cora o núcleo de modo basófilo. A eosina é um corante ácido e cora os elementos básicos da proteína do citoplasma de maneira acidófila.